# Drayton Bassett
Drayton Bassett est un village et une paroisse civile du Staffordshire, en Angleterre.